# 못잊을 당신
"못잊을 당신"은 1971년에 개봉한 대한민국의 영화이다.

## 캐스팅
- 남궁원 : 백영도 역
- 김지미 : 장미화 역